# Escullera (monumento)
Escullera (monumento), diseñados por Jaume Plensa y situados en la es un conjunto de tres esculturas antropomorfas (se podría decir padre, madre e hijo) de hierro colado que se colocaron sobre unas rocas, aprovechando la forma escalonada de la plaza Francesc Layret en 1988. 
Posteriormente, aprovechando la construcción de un aparcamiento, se remodeló la plaza para, entre otras cosas, dotarla de mejores instalaciones y un entorno más agradable para los ciudadanos i ciudadanas, y reconvertirla en 'plaza dura' (plaza donde predominan superficies duras). La nueva plaza se inauguró el 14 de diciembre de 2002.
El 29 de enero de 1999 quedaron colocadas en tres niveles diferentes en el ensanche de la calle Conflent. La más grande, en la acera del lado mar de la Via Júlia, las otras dos en medio de los parterres de hierba que bajan hacia la plaza de Àngel Pestaña.
Jaume Plensa las describía así: "La escultura no es una cuestión de voyeurismo, se debe poder compartir, caminar a su alrededor, atravesarla, entrar dentro. La escultura es, de hecho, un pretexto para provocar un movimento, interior ciertamente, pero también físico y en diversas direcciones que no se pueden controlar".
No obstante, este grupo de esculturas están completamente degradadas en un entorno que no las acompaña en absoluto a raíz de la reforma de la plaza Francesc Layret.
- Datos: Q5839426
- Multimedia: Escullera (Jaume Plensa) / Q5839426